# Lokve (Črnomelj, Slovenija)
Lokve je naselje u slovenskoj Općini Črnomelju. Lokve se nalazi u pokrajini Dolenjskoj i statističkoj regiji Jugoistočnoj Sloveniji. 

## Stanovništvo
Prema popisu stanovništva iz 2002. godine naselje je imalo 456 stanovnika.